# Ferris Provincial Park
Ferris Provincial Park är en park i Kanada.   Den ligger i provinsen Ontario, i den sydöstra delen av landet, 210 km sydväst om huvudstaden Ottawa. Ferris Provincial Park ligger 166 meter över havet.
Terrängen runt Ferris Provincial Park är platt. Närmaste större samhälle är Trent Hills, 6,0 km väster om Ferris Provincial Park. 
Omgivningarna runt Ferris Provincial Park är en mosaik av jordbruksmark och naturlig växtlighet. Runt Ferris Provincial Park är det ganska glesbefolkat, med 34 invånare per kvadratkilometer.